# Jerzy Jarzębski
Jerzy Jarzębski (geboren 22. August 1947 in Bytom; gestorben 25. Februar 2024) war ein polnischer Literaturwissenschaftler.

## Leben
Jerzy Jarzębski studierte Literatur an der Jagiellonen-Universität. Er wurde 1973 promoviert, habilitierte sich 1993 mit der Schrift „Prawda“ w prozie XX wieku und wurde 1998 Professor für Polonistik in Krakau. Er lehrte auch an der Państwowa Akademia Nauk Stosowanych in Przemyśl. Er forschte und publizierte vornehmlich zu Witold Gombrowicz, Bruno Schulz und Stanisław Lem, sowie über Andrzej Kuśniewicz, Marek Hłasko und Olga Tokarczuk. Er war Mitglied des „Członkowie komitetów naukowych PAN“ der Polnischen Akademie der Wissenschaften.
Jarzębski wurde zu Gastprofessuren nach Harvard und nach Jerusalem eingeladen. Er war Mitglied des Polnischen PEN-Club. Er erhielt 1985 den Kościelski-Preis in Genf. Von 2001 bis 2003 war er Juror für  den Nike Literaturpreis, 2006 stand er selbst mit dem Buch Prowincję Centrum über Bruno Schulz auf der Longlist des Preises.

## Schriften (Auswahl)

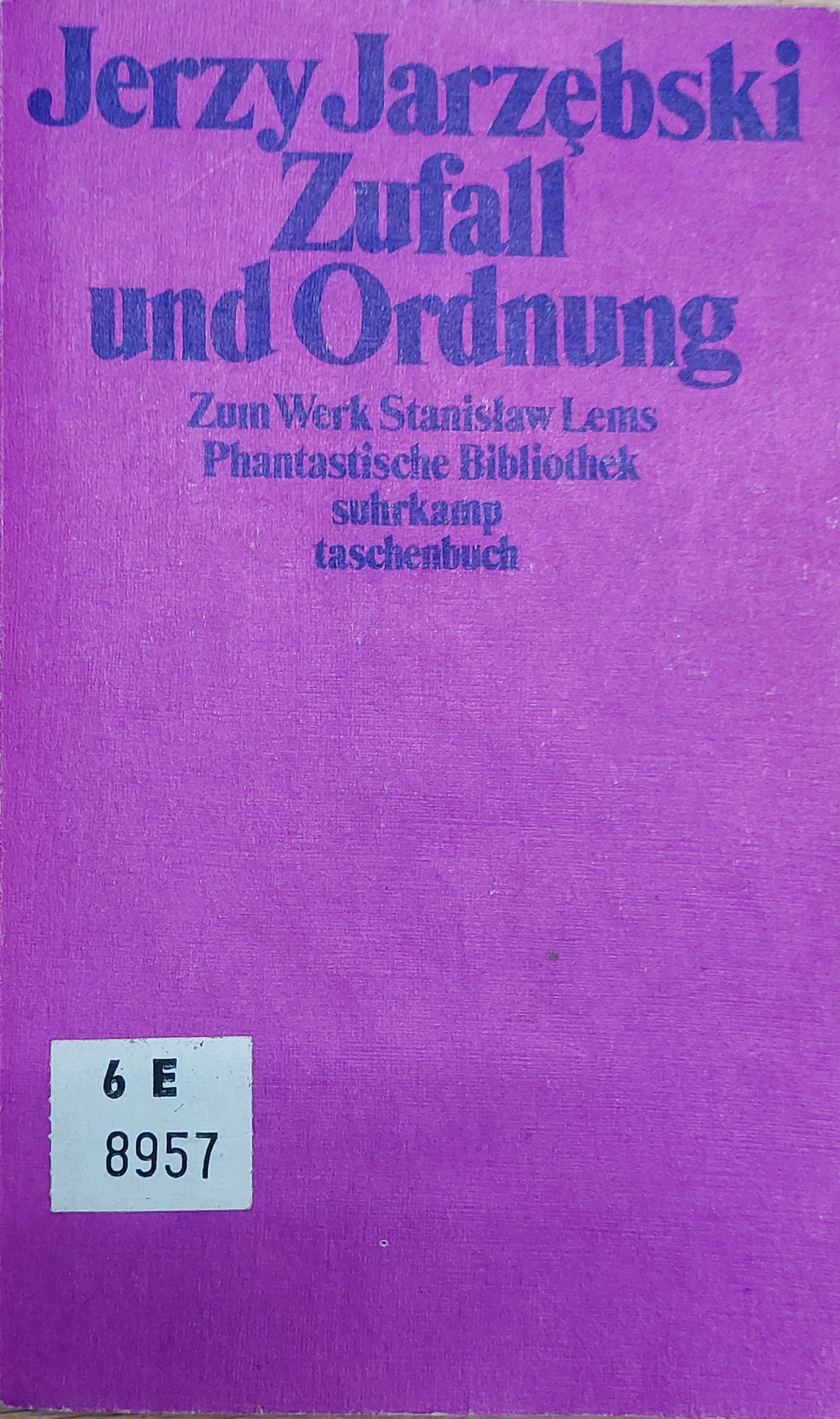
Zufall und Ordnung (1986)

- Jerzy Jarzȩbski, Franz Rottensteiner: Stanislaw Lem, Rationalist and Visionary, in:  Science Fiction Studies, 4/1977, S. 110–126
- Gra w Gombrowicza. Warschau : PIW, 1982
- Powieść jako autokreacja. Krakau, 1984
- Zufall und Ordnung. Zum Werk Stanislaw Lems. Übersetzung Friedrich Griese. Frankfurt am Main : Suhrkamp, 1986
- Bruno Schulz: Die Mannequins und andere Erzählungen. Herausgegeben von Jerzy Jarzębski. Aus dem Polnischen von Josef Hahn. Suhrkamp, 1987
- W Polsce, czyli wszędzie. Studia o polskiej prozie współczesnej. Warschau : PEN, 1992
- Apetyt na Przemianę. Notatki o prozie współczesnej (1997)
- Pożegnanie z emigracją. O powojennej prozie polskiej (1998)
- Schulz (2000)
- Podglądanie Gombrowicza. Krakau : Wydawn. Literackie, 2001
- Wszechświat Lema (2002)
- Włodzimierz Bolecki, Jerzy Jarzębski, Stanisław Rosiek (Hrsg.): Słownik schulzowski. Gdańsk, 2003
- Gombrowicz. Wrocław : Wydawn. Dolnośla̜skie, 2004
- Proza dwudziestolecia (2005)
- Prowincja Centrum. Przypisy do Schulza. Kraków : Wydawn. Literackie, 2006
- Natura i teatr. 16 tekstów o Gombrowiczu. Kraków : Wydawnictwo Literackie, 2007
- Proza: wykroje i wzory (2016)
- Schulzowskie miejsca i znaki (2016)
- Gry poetyckie i teatralne (2018)
- Miasta – rzeczy – przestrzenie (2019)